# L'Enfer du jeu (Les Simpson, saison 3)
Pour l'épisode de la saison 5 des Simpson, voir L'Enfer du jeu.
L'Enfer du jeu (France) ou Les Pronostics de Lisa (Québec) (Lisa the Greek) est le 14e épisode de la saison 3 de la série télévisée d'animation Les Simpson.

## Synopsis
Lisa est triste qu'Homer ne s'intéresse jamais à elle. Marge lui conseille de s'intéresser également à ce que lui peut faire, et elle va regarder le football avec lui. Très vite, Homer qui d'habitude perd ses paris, s'aperçoit que Lisa est douée pour les gagner, celle-ci le conseille donc à chaque fois. À force de regarder le football tous les dimanches, Lisa et Homer se rapprochent, mais lorsque la saison de football touche à sa fin, Homer ne lui accorde plus la même attention. Lisa s'aperçoit qu'il s'intéresse plus à l'argent qu'il gagne qu'à elle, Homer misera l'amour de sa fille pour le résultat de la finale ...